# Comuna Cucerdea, Mureș
Cucerdea (în maghiară: Oláhkocsárd) este o comună în județul Mureș, Transilvania, România, formată din satele Bord, Cucerdea (reședința) și Șeulia de Mureș.

## Demografie
Componența etnică a comunei Cucerdea
     Români (93,58%)
     Alte etnii (1,01%)
     Necunoscută (5,41%)
Componența confesională a comunei Cucerdea
     Ortodocși (88,86%)
     Penticostali (3,33%)
     Alte religii (1,86%)
     Necunoscută (5,96%)
Conform recensământului efectuat în 2021, populația comunei Cucerdea se ridică la 1.293 de locuitori, în scădere față de recensământul anterior din 2011, când fuseseră înregistrați 1.525 de locuitori. Majoritatea locuitorilor sunt români (93,58%), iar pentru 5,41% nu se cunoaște apartenența etnică. Din punct de vedere confesional, majoritatea locuitorilor sunt ortodocși (88,86%), cu o minoritate de penticostali (3,33%), iar pentru 5,96% nu se cunoaște apartenența confesională.

## Politică și administrație
Comuna Cucerdea este administrată de un primar și un consiliu local compus din 9 consilieri. Primarul, Vasile Morar[*], de la Partidul Național Liberal, este în funcție din 2016. Începând cu alegerile locale din 2024, consiliul local are următoarea componență pe partide politice:
|  | Partid                          | Consilieri | Componența Consiliului | Componența Consiliului | Componența Consiliului | Componența Consiliului |
|  | ------------------------------- | ---------- | ---------------------- | ---------------------- | ---------------------- | ---------------------- |
|  | Partidul Național Liberal       | 4          |                        |                        |                        |                        |
|  | Partidul Social Democrat        | 3          |                        |                        |                        |                        |
|  | Alianța pentru Unirea Românilor | 1          |                        |                        |                        |                        |
|  | Partidul Mișcarea Populară      | 1          |                        |                        |                        |                        |

## Galerie de imagini

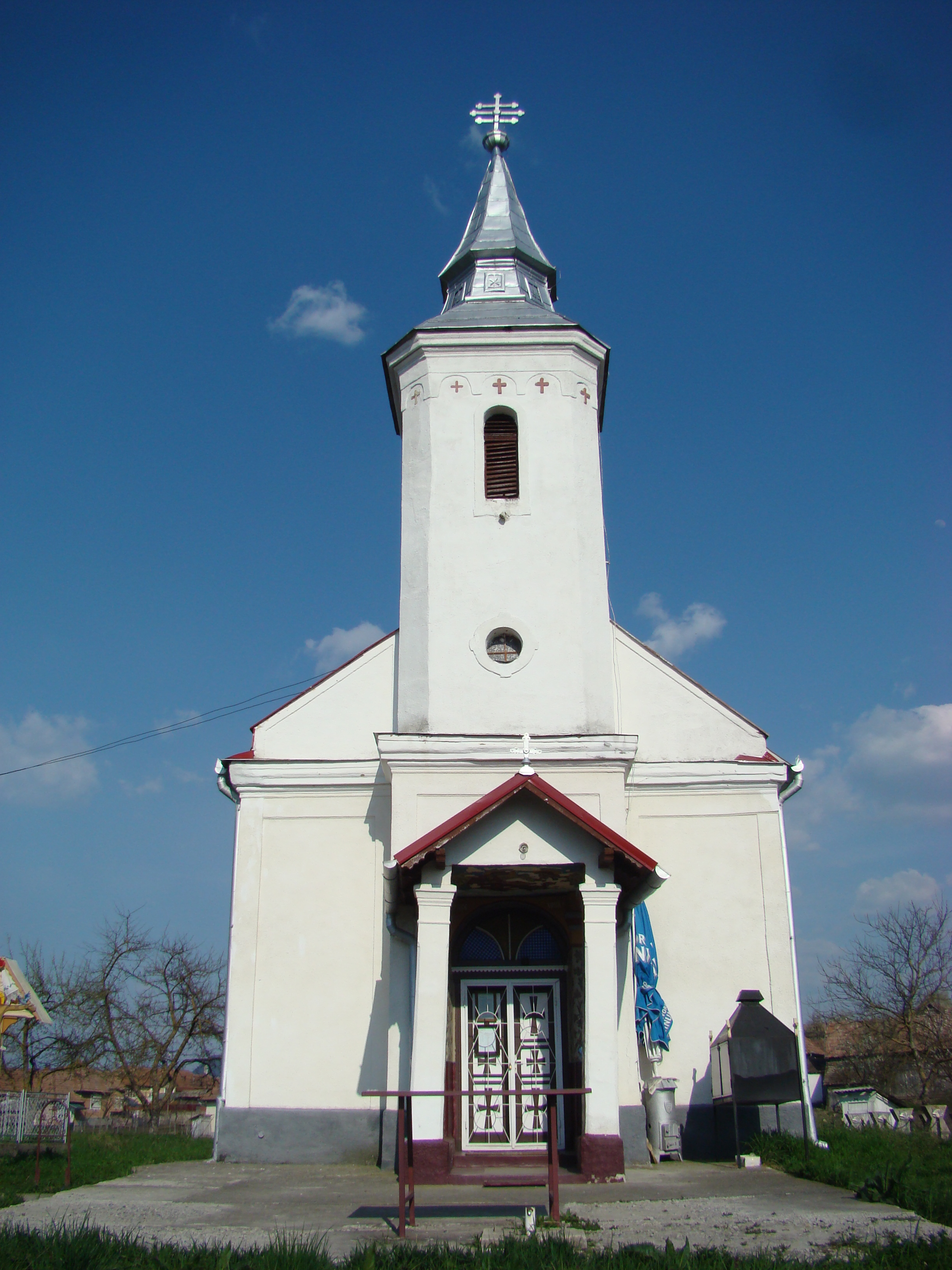
Biserica ortodoxă „Sfinții Arhangheli Mihail și Gavriil” (1932)
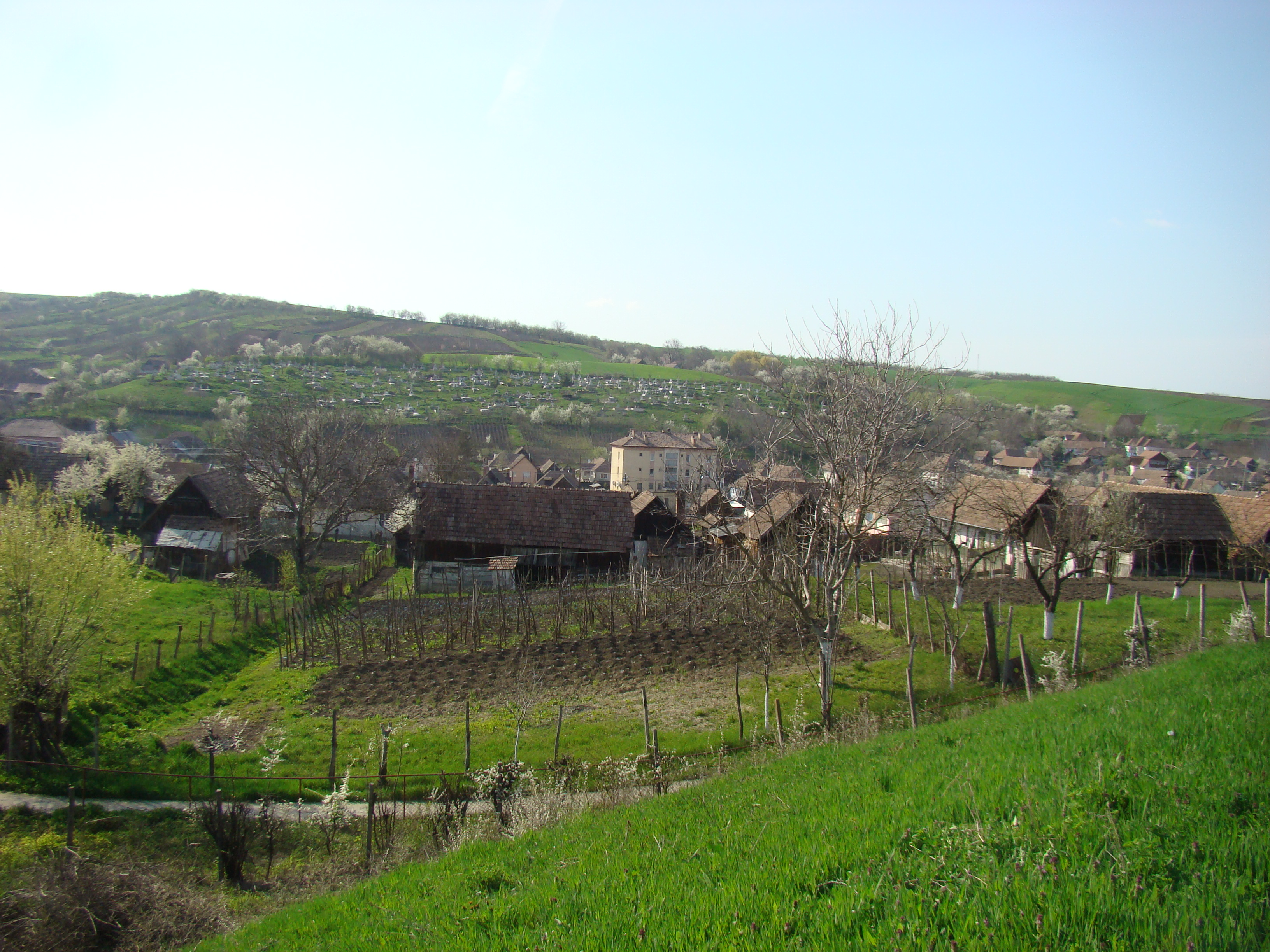
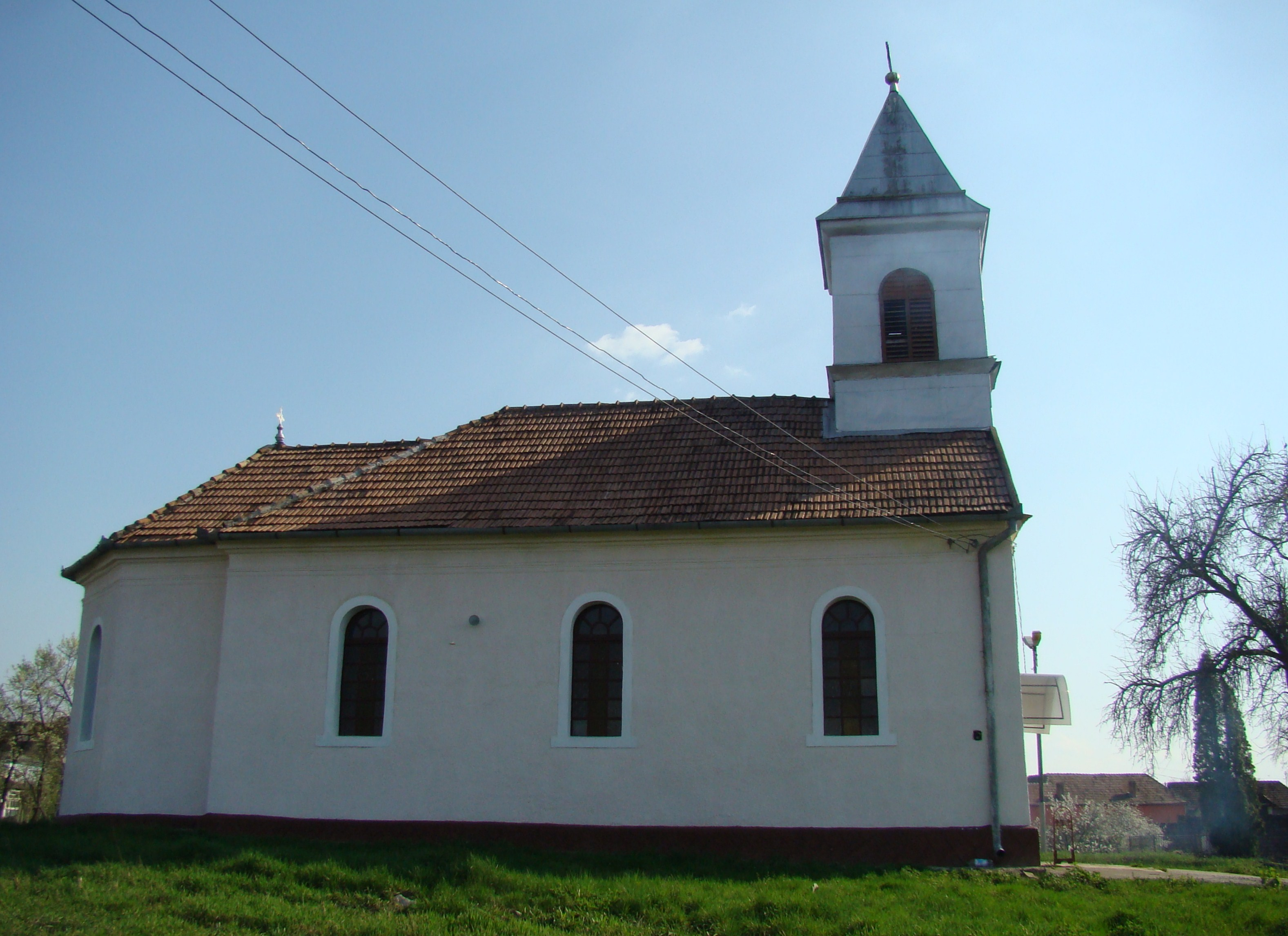
Biserica greco-catolică „Adormirea Maicii Domnului”